# Necydalis oblonga
Necydalis oblonga är en skalbaggsart som beskrevs av Tatsuya Niisato 2008. Necydalis oblonga ingår i släktet stekelbockar, och familjen långhorningar. Inga underarter finns listade i Catalogue of Life.